# Umfassendes Wirtschafts- und Handelsabkommen
Das Umfassende Wirtschafts- und Handelsabkommen EU-Kanada, kurz CETA (von englisch Comprehensive Economic and Trade Agreement, auch als Canada-EU Trade Agreement gelesen, französisch Accord économique et commercial global (AECG)), ist ein EU-kanadisches Freihandelsabkommen. Der Vertrag enthält zahlreiche Handels- und Zollerleichterungen.
Für seine Kritiker gilt es insbesondere beim Investitionsschutz als umstritten, der es Unternehmen ermöglichen soll, bei veränderter Rechtslage von Staaten unter Umständen Schadensersatz zu fordern (Investor-State Dispute Settlement).
Ab 2009 wurde das umfassende CETA-Abkommen verhandelt und am 26. September 2014 zum Verhandlungsabschluss veröffentlicht. Es wurde mit auf Kritik eingehenden nachverhandelten Änderungen am 30. Oktober 2016 vom Europäischen Rat, der Europäischen Kommission und der kanadischen Regierung unterzeichnet, nachdem alle 28 europäischen Regierungen zugestimmt hatten.
Das Europäische Parlament stimmte am 15. Februar 2017 mit großer Mehrheit dem Abkommen zu. Daraufhin sind Teile von CETA seit dem 21. September 2017 vorläufig in Kraft getreten. Für ein vollständiges Inkrafttreten bedarf das Abkommen noch der Ratifizierung durch die nationalen Parlamente in der EU, Kanadas und der EU selbst. Mit Stand November 2024 haben 17 EU-Mitgliedsstaaten und das Vereinigte Königreich das Abkommen ratifiziert.

## Geschichte
2004 haben EU und Kanada ein freiwilliges Framework on Regulatory Cooperation and Transparency vereinbart (auf Deutsch: Rahmenabkommen über Regulierungszusammenarbeit und Transparenz) wie 2007 auch seine Umsetzung im EU-Canada Roadmap for Regulatory Cooperation (auf Deutsch: Fahrplan der Regulierungszusammenarbeit EU-Kanada), der auf dem Gipfeltreffen EU-Kanada in Berlin am 4. Juni 2007 angenommen wurde. An diesem Treffen gaben die Staats- und Regierungschefs auch eine gemeinsame Studie in Auftrag, um „die Kosten und Nutzen einer engeren wirtschaftlichen Partnerschaft zu untersuchen und zu bewerten“.
2008 wurde die Studie Assessing the costs and benefits of a closer EU-Canada economic partnership (auf Deutsch: Einschätzung der Kosten und Vorteile engerer wirtschaftlicher Partnerschaft EU-Kanada) auf dem Gipfeltreffen EU-Kanada in Montreal am 17. Oktober 2008 verabschiedet um „eine ausgewogene und engere künftige wirtschaftliche Integration zwischen der EU und Kanada zu verfolgen“. Die Staats- und Regierungschefs vereinbarten auch, „die Zusammenarbeit im Bereich der Regulierung zu intensivieren“.
Die Autoren der Studie untersuchten darin, gemäß der Gipfelerklärung von 2007, „die bestehenden und insbesondere nicht-tarifären Barrieren auf den Waren-, Dienstleistungs- und Kapitalverkehr“ und „schätzten die potenziellen Kosten und Vorteile der Beseitigung derartiger Schranken“ ab. Sie zeigten auch auf, „wie eine solche Partnerschaft die laufenden Bemühungen zur Verbesserung der bilateralen Zusammenarbeit in Bereichen wie Wissenschaft, Technologie, Energie und Umwelt ergänzen könnte“.

### Verhandlungen
Das Abkommen wurde seit dem 10. Juni 2009 unter Ausschluss der Öffentlichkeit verhandelt. Am 18. Oktober 2013 wurde von den Verhandlungspartnern der Europäischen Kommission und der kanadischen Regierung bekannt gegeben, sich in den Hauptpunkten geeinigt zu haben.
Die Verhandlungen wurden am 1. August 2014 abgeschlossen.
Am 26. September 2014 unterzeichneten der damalige kanadische Premierminister Stephen Harper, der damalige EU-Kommissionspräsident José Manuel Barroso und der damalige EU-Ratspräsident Herman Van Rompuy während eines EU-Kanada-Gipfels in Ottawa eine Erklärung zum Abschluss der fünfjährigen Verhandlungen über das Freihandelsabkommen.

### Veröffentlichungen
Der Inhalt des Abkommens war lange geheim, zunächst wurden lediglich einige Eckdaten wie der Abbau von Zöllen, Zugang europäischer Firmen zu öffentlichen Ausschreibungen in Kanada sowie der Schutz des geistigen Eigentums und regionaler Herkunftsbezeichnungen für landwirtschaftliche Produkte bestätigt. Diese wurden erst bei der Einigung von EU-Handelskommissar Karel De Gucht und dem kanadischen Handelsminister Ed Fast vom 18. Oktober 2013 bekannt gegeben. Technische Details würden angeblich erst feststehen, wenn das Abkommen dem Rat und Parlament der EU vorgelegt wird.
Schon im Dezember 2009 wurde ein Kapitel des geheimen Abkommens auf WikiLeaks veröffentlicht, in dem es um den Schutz geistigen Eigentums geht.
Am 18. Oktober 2013 veröffentlichte heise.de auf Telepolis einen Teil des Vertragstextes mit Analyse. Das ARD-Hauptstadtstudio hatte den 519 Seiten langen ausgehandelten Vertrag am 14. August 2014 als PDF-Datei ins Internet gestellt.
Anlässlich des Verhandlungsabschlusses zog die EU-Kommission am 26. September 2014 nach und veröffentlichte den konsolidierten CETA-Text.

#### Endfassung
Am 29. Februar 2016 veröffentlichte die EU-Kommission die offizielle Endfassung des CETA-Vertragstextes, nachdem die Kommission und Kanada die Rechtsförmlichkeitsprüfung abgeschlossen und einige Punkte nachgebessert hatten:

„Dies bedeutet im Einzelnen z. B. die stärkere Verankerung des ‚right to regulate‘, die Errichtung eines ständigen Gerichtshofes, die Auswahl der Schiedsrichter durch die Vertragsparteien selbst, transparente Verfahren und eine Berufungsinstanz.“

### Unterzeichnung
Nach Zustimmung Belgiens (siehe Belgien hier unten) am 28. Oktober 2016 haben die EU-Staaten die nötigen Beschlüsse im schriftlichen Verfahren gefasst. Am 30. Oktober wurde der für den 28. Oktober anberaumte und zwischenzeitig abgesagte EU-Kanada-Gipfel nachgeholt, bei dem das Abkommen von allen Staaten unterzeichnet wurde. Nach der Unterzeichnung wurde CETA dem EU-Parlament vorgelegt. Nach dessen Zustimmung können große Teile des Vertrags vorläufig angewandt werden (siehe vorläufige Anwendbarkeit hier unten). Vollständig und definitiv tritt CETA aber erst in Kraft, wenn seitens der EU auch alle nationalen – und teils regionalen – Parlamente den Vertrag ratifiziert haben.
Anlässlich der Unterzeichnung sagte Justin Trudeau:

“The fact that people were asking tough questions on a deal that will have a significant impact on our economies, giving us the opportunity to demonstrate that that impact will be positive, is a good thing.”

Doch die EU-Repräsentanten hatten weniger Verständnis:

“Belgium should think about how it functions at the international level.”

“[the negotiations] showed how important impressions and emotions are in the modern world (…) It showed that facts and figures won’t stand up for themselves alone. That post-factual reality and post-truth politics pose a great challenge on both sides of the Atlantic (…) We should be able to convince our citizens that free trade is in their interest, and not just big companies and corporations.”

### Ratifizierung

#### Modus
Einige Zeit war unklar, ob die Zustimmung der nationalen Parlamente der einzelnen EU-Mitgliedsstaaten notwendig ist. Nach Ansicht der EU-Kommission handelte es sich um ein rein in den Kompetenzbereich der EU fallendes Abkommen und CETA müsse daher nicht von den Mitgliedsstaaten ratifiziert werden. Die Handelsminister der EU widersprachen dieser Ansicht mit der Begründung, Teile des Abkommens fielen in den Zuständigkeitsbereich der Mitgliedsstaaten, weshalb es sich um ein sogenanntes gemischtes Abkommen handle, dessen Vertragspartner neben der EU auch die Mitgliedsstaaten werden müssten. Die Mitgliedstaaten könnten auch gegen den Willen der Europäischen Kommission einen gemischten Status durchsetzen. Die Entscheidung müsste einstimmig fallen.
In Deutschland teilen die Beurteilung des CETA als ein gemischtes Abkommen der Wissenschaftliche Dienst des Deutschen Bundestages wie auch das deutsche Bundesministerium für Wirtschaft und Energie. Italien stützte jedoch die Ansicht der EU-Kommission.
EU-Handelskommissarin Cecilia Malmström verkündete am 5. Juli 2016, dass – entgegen einem anders lautenden juristischen Gutachten – das Handelsabkommen mit Kanada von der Kommission nicht als reine EU-Angelegenheit eingestuft werde und somit die nationalen Parlamente über das Abkommen ebenfalls mit abstimmen müssen, damit dieses für die EU in Kraft tritt.

#### Stand des Verfahrens
Am 15. Februar 2017 stimmte das Europäische Parlament mit 408 Ja-Stimmen, bei 254 Gegenstimmen und 33 Enthaltungen, dem umstrittenen Abkommen CETA zu.
Aktuell (Stand: 20. Januar 2023) haben 18 Staaten das Abkommen ratifiziert.: Dänemark, Deutschland, Estland, Finnland, Kroatien, Lettland, Litauen, Luxemburg, Malta, Niederlande, Österreich, Portugal, Rumänien, Schweden, Slowakei, Spanien und Tschechien sowie 2018 das am 31. Januar 2020 aus der Europäischen Union ausgeschiedene Vereinigte Königreich.
| Staat                  | Ratifiziert | Datum      | Anmerkungen |
| ---------------------- | ----------- | ---------- | --- |
| Kanada                 | Nein        |            | Das kanadische Unterhaus stimmte dem Abkommen am 14. Februar, der Senat am 11. Mai 2017 zu. Am 16. Mai 2017 trat das Zustimmungsgesetz durch Royal Assent in Kraft. Eigentlich sollte CETA daher noch vor dem 1. Juli 2017 durch die Regierung ratifiziert werden, dies ist jedoch noch nicht geschehen. |
| Europäische Union      | Nein        |            | Das Europäische Parlament stimmte am 15. Februar 2017 für das Abkommen. Die Ratifikation durch den Rat der EU steht allerdings noch aus. |
| Österreich             | Ja          | 23.05.2019 | |
| Belgien                | Nein        |            | |
| Bulgarien              | Nein        |            | |
| Kroatien               | Ja          | 09.11.2017 | Das kroatische Parlament stimmte bereits am 30. Juni 2017 für das Abkommen, die Notifikation durch die Regierung erfolgte aber erst im November. |
| Tschechien             | Ja          | 16.11.2017 | Der tschechische Senat stimmte am 20. April 2017 zu, das Abgeordnetenhaus am 13. September 2017. |
| Zypern                 | Nein        |            | Das zypriotische Parlament lehnte die Ratifikation am 31. Juli 2020 ab. |
| Dänemark               | Ja          | 01.06.2017 | |
| Estland                | Ja          | 10.11.2017 | |
| Finnland               | Ja          | 03.01.2019 | |
| Frankreich             | Nein        |            | Die Nationalversammlung stimmte am 23. Juli 2019 zu, der Senat jedoch bisher nicht. |
| Deutschland            | Ja          | 01.12.2022 | Der Deutsche Bundestag stimmte am 1. Dezember 2022 zu. Das Zustimmungsgesetz wurde am 19. Januar 2023 zusammen mit dem Text des Abkommens und dessen Anlagen verkündet. |
| Griechenland           | Nein        |            | |
| Ungarn                 | Nein        |            | |
| Irland                 | Nein        |            | |
| Italien                | Nein        |            | |
| Lettland               | Ja          | 09.03.2017 | Die Saeima stimmte am 23. Februar 2017 zu. |
| Litauen                | Ja          | 17.05.2018 | Die Seimas stimmte am 24. April 2018 zu. |
| Luxemburg              | Ja          | 10.06.2020 | |
| Malta                  | Ja          | 26.07.2017 | |
| Niederlande            | Ja          | 12.07.2022 | Die Zweite Kammer (Abgeordnetenhaus) stimmte am 18. Februar 2020 zu, die Erste Kammer (Oberhaus) am 12. Juli 2022. |
| Polen                  | Nein        |            | |
| Portugal               | Ja          | 31.01.2018 | |
| Rumänien               | Ja          | 02.12.2020 | |
| Slowakei               | Ja          | 28.11.2019 | |
| Slowenien              | Nein        |            | |
| Spanien                | Ja          | 13.12.2017 | |
| Schweden               | Ja          | 09.10.2018 | |
| Vereinigtes Königreich | Ja          | 08.11.2018 | Mit dem Brexit ist auch CETA nicht mehr anwendbar. |

### Inkrafttreten
Es müssen nun alle 28 Mitgliedstaaten das Abkommen auf nationaler Ebene ratifizieren, bevor es in Kraft treten kann.

#### Vorläufige Anwendbarkeit
CETA trat am 21. September 2017 vorläufig in Kraft. Auf diesen Termin hatten sich EU-Kommissionspräsident Juncker und der kanadische Premierminister Trudeau am Rande des Hamburger G20-Gipfels verständigt. Die vorläufige Anwendung kann allein vom Europäischen Rat mit qualifizierter Mehrheit beschlossen werden.
Unter die vorläufige Anwendung fallen weite Teile des Abkommens. Ausgenommen sind der Investitionsschutzteil sowie einzelne Kapitel und Abschnitte in den Bereichen Finanzdienstleistungen, Steuern und Geistiges Eigentum.
Im März 2016 bat die EU-Kommission um Stellungnahmen der nationalen Wirtschaftsministerien zu der Frage, ob CETA bereits vor der Ratifizierung durch alle nationalen Parlamente vorläufige Anwendung finden soll. Dies würde bedeuten, dass zumindest in jenen Bereichen, die im alleinigen Zuständigkeitsbereich der EU liegen, das Abkommen bereits nach der Ratifizierung durch das EU-Parlament in Kraft wäre.
Weder das deutsche noch das österreichische Ministerium meldeten zunächst Bedenken an. Am 11. Mai 2016 gaben allerdings die österreichischen Bundesländer in der Bundeshauptleutekonferenz, also als ein föderales Gremium, eine bindende „einheitliche Stellungnahme“ gemäß Art. 23d Abs. 2 B-VG ab, die Wirtschaftsminister und Vizekanzler Reinhold Mitterlehner auffordert, CETA nicht zuzustimmen, solange u. a. eine vorläufige Anwendbarkeit vorgesehen ist. Mitterlehner wies beim EU-Ministerrat vom 13. Mai 2016 darauf hin. Ob die Praxis der vorläufigen Anwendbarkeit überhaupt verfassungskonform ist, ist umstritten.
In Deutschland ließ eine von mehr als 125.000 Menschen gestellte Verfassungsbeschwerde durch das Bundesverfassungsgericht am 13. Oktober 2016 überprüfen, ob die vorläufige Anwendbarkeit mit dem deutschen Grundgesetz vereinbar ist. Dies hat das Bundesverfassungsgericht grundsätzlich bejaht; die Bundesregierung muss allerdings sicherstellen,
- dass ein Ratsbeschluss über die vorläufige Anwendung nur die Bereiche von CETA umfassen wird, die unstreitig in der Zuständigkeit der Europäischen Union liegen,
- dass bis zu einer Entscheidung des Bundesverfassungsgerichts in der Hauptsache eine hinreichende demokratische Rückbindung der im Gemischten CETA-Ausschuss gefassten Beschlüsse gewährleistet ist und
- dass die Auslegung des Art. 30.7 Abs. 3 Buchstabe c CETA eine einseitige Beendigung der vorläufigen Anwendung durch Deutschland ermöglicht.[53]

Das Bundesverfassungsgericht hat mit Beschluss vom 9. Februar 2022, veröffentlicht am 15. März 2022, die eingereichten Verfassungsbeschwerden und einen Antrag im Organstreitverfahren verworfen, bzw. zurückgewiesen. CETA kann nach dieser Entscheidung ratifiziert werden und soll rasch ratifiziert werden.

## Inhalte

### Abbau von Handelsbarrieren
Laut EU-Kommission entfallen „mehr als 99 %“ der Zölle durch das Abkommen. Normen und Vorschriften (sogenannte nichttarifäre Handelshemmnisse) sollen gegenseitig anerkannt oder angeglichen werden, was sich u. a. für die Automobilbranche positiv auswirken soll. Bei der Vergabe öffentlicher Aufträge sollen sich auf allen Verwaltungsebenen auch europäische Unternehmen in Kanada bewerben können. Weiterhin soll es Unternehmen erleichtert werden, Angestellte vorübergehend in ein Partnerland zu versetzen, und berufliche Qualifikationen sollen gegenseitig anerkannt werden. Unter dem Schlagwort „Nachhaltige Entwicklung“ sollen außerdem Umwelt- und Sozialrechte berücksichtigt werden.

### Landwirtschaft und Fischerei
Die landwirtschaftlichen Ausfuhren der EU nach Kanada belaufen sich auf jährlich 2,9 Milliarden Euro, damit hat die EU einen Exportüberschuss gegenüber Kanada. Fast alle Zölle auf landwirtschaftliche Produkte sollen beseitigt werden und auch der Handel mit sogenannten „empfindlichen Waren“, d. h. vor allem Export von Milchprodukten nach Kanada und Import von Schweine- und Rindfleisch in die EU, soll ausgeweitet werden. Konkret wird Kanada 90,9 % der Zölle auf Agrarimporte aus der EU abschaffen, nach sieben Jahren 91,7 %. Die EU ihrerseits wird 92,2 % aller Zölle auf Importe landwirtschaftlicher Produkte aus Kanada abschaffen, nach sieben Jahren 93,8 %. Die wichtigsten Quoten sind die Käsequote für die EU (die EU darf zusätzlich 18.500 Tonnen ausführen, laut EU werden die Ausfuhren um 128 % steigen und der Marktanteil von Käse aus der EU in Kanada auf 4 % steigen), die Rindfleischquote (45.853 Tonnen für Rindfleisch aus Kanada) und die Quote für Schweinefleisch (zusätzlich 75.000 Tonnen für kanadisches Schweinefleisch). Geflügel und Eier sind von der Liberalisierung ausdrücklich ausgenommen. Die Abschaffung von Zöllen spielt aus landwirtschaftlicher Sicht eine besondere Rolle: Kanada erhob 2007 im Durchschnitt lediglich Zölle in Höhe von 3,5 % auf Einfuhren aus der EU, die EU wiederum erhob 2007 auf Einfuhren aus Kanada Zölle in Höhe von 2,2 %. Bei bestimmten landwirtschaftlichen Produkten aber liegen die Zölle besonders hoch, so erhebt Kanada Zölle in Höhe von 245,6 % auf Käse, die EU wiederum erhebt Zölle auf Rindfleisch aus Kanada in Höhe von 407,8 %. Auch der Bereich Wein und Spirituosen bildet einen wichtigen Teil der Ausfuhren nach Kanada und soll durch das Abkommen wachsen. Wein und Spirituosen machten 2016 insgesamt 40 % der Agrarausfuhren der EU nach Kanada aus. Die EU hat bei Wein und Spirituosen einen Handelsüberschuss, mit CETA werden verschiedene Handelshemmnisse für Wein und Spirituosen (u. a. die Vorschrift nicht abgefüllte importierte Spirituosen mit kanadischen Spirituosen zu mischen) abgeschafft sowie ein gemeinsames Forum eingerichtet. Kanadischer Fisch soll leichter auf den europäischen Markt kommen und die Kontrollen der Fischerei verbessert werden. Geographische Angaben für Lebensmittel aus der EU werden durch das Abkommen auch in Kanada geschützt.
Kritik bezieht sich hier auf die unterschiedlichen Herstellungsstandards und Regulierungen in der EU und Kanada. So dürfen Rinder in Kanada mit Hormonen behandelt werden, in der EU jedoch nicht, was zu der Befürchtung führt, dass bisher nicht zugelassenes Fleisch auf dem europäischen Markt verkauft werden könnte. Beide Seiten versuchen ihre heimischen Landwirte zu schützen, sodass laut einem Zeitungsbericht sogar Ausfuhrquoten im Gespräch waren. Mit dem Freihandelsabkommen CETA werden die Lebensmittelstandards der EU aber nicht berührt, Produkte aus Kanada müssen weiterhin den gleichen Anforderungen entsprechen wie zuvor auch.

### Schutz geistigen Eigentums
Das Abkommen soll den Schutz geistigen Eigentums in Bezug auf Patente, Marken, Muster, Modelle und Urheberrecht verbessern, wobei besonders die Verbesserung des Schutzes von Arzneimittelrechten in Kanada und die geographischen Herkunftsbezeichnungen von Lebensmitteln betont werden.
Im Dezember 2009 wurde das Kapitel über geistiges Eigentum aus den CETA-Verhandlungen bekannt und es wurden Überschneidungen mit ACTA festgestellt, was zu einer Welle von Kritik geführt hat. Als Reaktion auf den Leak von 2009 erklärte die Kommission im Oktober 2013, dass die Ablehnung des ACTA-Abkommens durch das EU-Parlament im Juli 2012 berücksichtigt werde. Speziell heißt es, dass das Three-Strikes-Prinzip und ein Auskunftsanspruch auf Ermittlung von IP-Adressen von Rechtsverletzern (Artikel 27.3. und 27.4.), die in ACTA vorgesehen waren, aus den CETA-Verhandlungen ausgenommen wurden. Nach einem Gutachten im Auftrag der Grünen enthält die ausverhandelte Version des Abkommens tatsächlich keine Regelungen mehr, die spezifisch ACTA entnommen sind.

### Investitionen und Investitionsschutz
Laut EU-Kommission sollen ausländische Investitionen erleichtert und die in CETA enthaltenen Investitionsschutzverpflichtungen „durch einen modernen und wirksamen Mechanismus zur Beilegung von Streitigkeiten zwischen Investoren und Staaten gestützt“ werden.
Zum Schutz von Investitionen sieht das Abkommen die Möglichkeit der Anrufung von öffentlich legitimierten Schiedsgerichten vor, die mit nicht-staatlichen Richtern besetzt sind und für den beklagten Staat bindende Entscheidungen über Schadensersatzzahlungen fällen können. Die Gerichte ersetzen die traditionellen nichtöffentlichen Schiedsgerichte, die mit Schiedsrichtern ad hoc von den jeweiligen Streitparteien benannt werden. Auch viele andere Handelsabkommen (z. B. das zurzeit verhandelte TTIP) enthalten Investitionsschutzklauseln und sehen die Anrufung von Schiedsgerichten vor, um Streitigkeiten zwischen Unternehmen und Staaten beizulegen, was bei TTIP zu heftiger Kritik geführt hat.
Ein Missbrauch dieses Systems soll bei CETA unter anderem verhindert werden durch:
- eine präzise Definition der Tatbestände, die einen Gaststaat schadensersatzpflichtig machen können
- den Ausschluss von Klagen auf Marktzugang
- den Ausschluss von Klagen durch reine Briefkastenfirmen
- einen verbindlichen Verhaltenskodex für Schiedsrichter
- „uneingeschränkte Transparenz“ der Verfahren durch Anwendung der UNCITRAL-Transparenzregeln
- die Möglichkeit einer verbindlichen Auslegung des Abkommens durch die Vertragspartner

Der DGB hielt diese Maßnahmen für unzureichend: Die Schiedsrichter könnten die Transparenz des Verfahrens immer noch ganz oder teilweise einschränken, Interessenkonflikte der Schiedsrichter seien nicht wirksam ausgeschlossen und sowohl die Definition von „Investition“ als auch die der anwendbaren Schutzstandards seien nicht klar genug umrissen. Die NGO Power Shift sieht auch im überarbeiteten CETA-Text trotz einiger positiver Ansätze weitgehend nur kosmetische Korrekturen des bestehenden ISDS-Systems.
In einer Fassung von Anfang 2016 sah CETA einen ständigen „Investitionsgerichtshof“ mit 15 Mitgliedern vor, die von Kanada und der EU ernannt werden, sowie öffentliche Verfahren mit Berufungsinstanz. In der Fassung von Mitte 2018, der Österreich zustimmt, wurde ein Punkt abgeändert: es wird je ein Drittel europäische, kanadische und unabhängige Richter geben. Die Amtszeit dieser Richter dauert fünf Jahre, und in dieser Zeit dürfen sie nur in einem einzigen Streitfall zwischen Investor und Staat entscheiden. Das soll eine Unabhängigkeit des Gerichts fördern. Es gibt die Absicht den bilateralen Investitionsgerichtshof später in einen multilateralen Investitionsgerichtshof (englisch: Multilateral Investment Court) umzuwandeln, in dem dann auch Verfahren anderer Freihandelsabkommen verhandelt werden können, bspw. das EU-Vietnam Freihandelsabkommen.

## Wirtschaftlicher Hintergrund
Laut EU-Kommission war Kanada 2012 mit einem Anteil von 1,8 % am gesamten EU-Außenhandel der zwölftwichtigste Handelspartner der EU. Auf der Grundlage der Zahlen von 2011 entfielen auf die EU 10,4 % des gesamten kanadischen Außenhandels, was sie zum zweitwichtigsten Handelspartner Kanadas nach den USA machte. Der bilaterale Warenverkehr zwischen der EU und Kanada belief sich 2012 auf 61,8 Milliarden Euro. Bei den Warenausfuhren aus der EU nach Kanada handelte es sich vorwiegend um Maschinen, Fahrzeuge und Chemikalien. 2011 beliefen sich die Investitionen der EU in Kanada auf rund 220 Milliarden Euro und kanadische Investitionen in der EU auf knapp 140 Milliarden Euro.
Historische Daten des Handels mit Gütern zwischen Kanada und der EU:
Die EU-Kommission prognostiziert, dass das „bilaterale Handelsvolumen bei Waren und Dienstleistungen um 22,9 %, das heißt 25,7 Milliarden Euro“ steigen werde. Die Zollersparnis für Exporteure aus der EU belaufe sich insgesamt auf ca. 500 Millionen Euro pro Jahr. Das Abkommen werde die Beschäftigung in Europa erhöhen und Wachstum von bis zu 11,6 Milliarden Euro pro Jahr, davon 5,8 Milliarden im Bereich der Dienstleistungen, zur Folge haben.
Zudem geht die Kommission davon aus, dass mit jeder zusätzlichen Milliarde Wachstum rund 14.000 Jobs entstehen werden, also etwa 160.000 Arbeitsplätze pro Jahr mehr entstehen würden, als ohne das Abkommen.
Die Verbraucherzentralen gehen davon aus, dass es langfristig zu einer größeren Produktauswahl zu geringeren Preisen kommen wird.

### Zusammenhang mit NAFTA
Zwischen Kanada, den USA und Mexiko besteht bereits das Nordamerikanische Freihandelsabkommen (NAFTA). Durch das neue Abkommen soll es nun EU-Ländern möglich sein, mit US-amerikanischen Unternehmen auf dem kanadischen Markt zu konkurrieren. Andererseits wird befürchtet, dass auch Unternehmen der drei nordamerikanischen Länder auf dem europäischen Markt an Einfluss gewinnen.

### Zusammenhang mit TTIP
CETA gilt als Blaupause für das Transatlantische Freihandelsabkommen (TTIP). Zur Funktion von CETA für TTIP und weitere Freihandelsabkommen stellte im EU-Ratsausschuss der TPC-Mitglieder im Februar 2013 die österreichische Delegation fest, „die Vorbildwirkung für zukünftige Verhandlungen (USA, Japan, China, ASEAN) wäre umso größer, je besser das ‚Outcome‘ mit Kanada sei.“
Im Mai 2014 stellten dieselben fest, dass „ein Abschluss der CETA-Verhandlungen vor Ende der öffentlichen Konsultationen zu Investitionsschutz im Rahmen der TTIP-Verhandlungen die Glaubwürdigkeit des Konsultationsprozesses unterlaufe.“

## Politische Diskussion

### Europäische Union
Die EU braucht Einstimmigkeit ihrer Mitgliedsländer, da sie alle das CETA-Abkommen – wie auch ähnliche Abkommen, u. a. auch TTIP – einzeln unterschreiben müssen. Nach der Unterzeichnung folgt die Ratifizierung durch das EU-Parlament und alle nationalen sowie zum Teil regionalen Parlamente. Nach der Zustimmung des EU-Parlaments sollen große Teile des Vertrags vorläufig angewandt werden, bis die Ratifizierung abgeschlossen ist.
Nach Zustimmung Belgiens am 28. Oktober 2016 fassten die EU-Staaten die nötigen Beschlüsse im schriftlichen Verfahren. So fand am 30. Oktober der EU-Kanada-Gipfel statt. Nach der Unterzeichnung wird CETA dem EU-Parlament vorgelegt. Nach dessen Zustimmung können große Teile des Vertrags vorläufig angewandt werden. Vollständig und definitiv tritt CETA aber erst in Kraft, wenn seitens der EU auch alle nationalen – und teils regionalen – Parlamente den Vertrag ratifiziert haben.

#### Deutschland
Die Linkspartei sowie die Partei Die Grünen kritisieren die Sonderrechte und Privilegien beim gerichtlichen Klagerecht für die Konzerne. So solle sich die deutsche Bundesregierung nach Forderung der Grünen unverzüglich dafür einsetzen, dass der Mechanismus zur außergerichtlichen Investor-Staat-Schiedsgerichtsbarkeit entfernt wird.
Am 25. September 2014 sprach sich Sigmar Gabriel, Bundesminister für Wirtschaft und Energie, in einer Bundestagsdebatte grundsätzlich für CETA aus, bezeichnete aber den ausgehandelten Investitionsschutz als „nicht erforderlich“ zwischen „entwickelten Rechtssystemen“ wie denen Kanadas und der EU. Jedenfalls müssten die Bedingungen aus deutscher Sicht an wichtigen Stellen nachgebessert werden. Das Kapitel Investitionsschutz sei in der vorliegenden Fassung der EU für Deutschland nicht zustimmungsfähig.
Gabriel zitierte zustimmend den neuen EU-Kommissionspräsidenten Jean-Claude Juncker:
„Wir können nicht unsere Standards im Gesundheitsbereich senken. Wir können nicht unsere Standards im Sozialbereich senken. Wir können nicht unsere Datenschutzstandards senken. Ich möchte nicht, dass der Datenschutz überhaupt Teil der Verhandlungen wird. Ich will nicht, dass wir eine parallele Geheimgerichtsbarkeit schaffen. […] Das ist die Verhandlungsposition des neuen Kommissionspräsidenten. Ich finde, es ist die richtige Verhandlungsposition; ihr wollen wir uns anschließen.“
Gabriel äußerte im September 2016, er halte TTIP für gescheitert. Seither bemüht sich der Bundeswirtschaftsminister verstärkt um das Durchsetzen des CETA-Abkommens. Am 19. September 2016 ermächtigte der SPD-Parteikonvent (Kleiner Parteitag) in Wolfsburg unter Ausschluss der Öffentlichkeit mit 2/3 von 220 Stimmen Sigmar Gabriel zur Zustimmung zu CETA innerhalb der Bundesregierung.
Die Mehrheit der SPD-Delegierten konnte somit für das Handelsabkommen mit Kanada überzeugt werden. Einige Landesverbände wie Bayern oder Bremen sowie Parteilinke positionierten sich jedoch bislang gegen CETA. Ebenfalls nimmt die AfD eine ablehnende Haltung gegenüber dem Abkommen ein.
Die CDU und FDP hingegen befürworten den Handelsvertrag. Sowohl Peter Tauber, CDU-Generalsekretär, als auch Nicola Beer, FDP-Generalsekretärin, heben hervor, dass durch das Zustandekommen des CETA-Abkommens die Möglichkeit gegeben sei, die Globalisierung aktiv zu gestalten. Zudem werden unter anderem das Anknüpfen an den internationalen Handel sowie Arbeitsplätze als Gründe für das Abkommen benannt.
Zur vollständigen Ratifizierung muss nach einem Gutachten von Staatsrechtler Prof. Martin Nettesheim CETA auch durch den Bundesrat angenommen werden.
Ein Antrag der FDP, CETA zu ratifizieren, wurde am 14. Juni 2018 vom Bundestag abgelehnt. Andreas G. Lämmel (MdB) verwies dabei auf ein laufendes Verfahren beim Bundesverfassungsgericht. Der Bundestag zitiert ihn: „Erfolgreich könne dieser Gesetzentwurf aber nicht sein, denn es gelte, das Verfassungsgerichtsurteil abzuwarten.“
CETA wird seit 2017 vorläufig angewandt, ohne die Regeln zum Investitionsschutz. Das Bundesverfassungsgericht wies im März 2021 eine Klage der Linkspartei dagegen ab. Ein weiteres Urteil des Gerichtes zur inhaltlichen Bewertung, ob die EU beim Abschluss des Vertrages jenseits ihrer Kompetenzen („ultra vires“) agiert hatte, ist noch im laufenden Jahr 2021 zu erwarten. Mit Beschluss vom 9. Februar 2022 hat der Zweite Senat des Bundesverfassungsgerichts mehrere Verfassungsbeschwerden und einen Antrag im Organstreitverfahren zur vorläufigen Anwendung des Freihandelsabkommens zwischen der Europäischen Union und ihren Mitgliedstaaten einerseits und Kanada andererseits (Comprehensive Economic and Trade Agreement – CETA) als unbegründet zurückgewiesen.

#### Österreich
Am 24. September 2014 wurde CETA im Nationalrat diskutiert, nachdem die Grünen eine dringliche Anfrage an Wirtschaftsminister Reinhold Mitterlehner eingebracht hatten. Alle Fraktionen äußerten sich hierbei zu verschiedenen Aspekten des Abkommens kritisch, wobei die Regierungsparteien sowie NEOS und Team Stronach es prinzipiell verteidigten. Schließlich wurde mit den Stimmen von SPÖ, ÖVP und Die Grünen ein Entschließungsantrag angenommen, in dem gefordert wird, dass
- die europäischen Sozial-, Datenschutz- und Umweltstandards und das Schutzniveau der öffentlichen Dienstleistungen beibehalten werden.
- die Verhandlungen zu CETA und ähnlichen Abkommen in Zukunft transparenter geführt und die Öffentlichkeit eingebunden wird.
- für ein Inkrafttreten das Abkommen durch die nationalen Parlamente ratifiziert werden muss.
- kein ISDS in den Vertrag aufgenommen wird.

Im September 2016 wurde die Abhaltung eines Volksbegehrens genehmigt, das eine verpflichtende Behandlung der beiden Abkommen CETA und TTIP durch das Parlament beinhaltet. Initiatoren des Begehrens waren mehrere SPÖ-Bürgermeister aus Niederösterreich.
Christian Kern (SPÖ), Bundeskanzler seit Mai 2016, lehnt CETA ab und ließ die SPÖ-Mitglieder befragen.
Obwohl die Österreicher mehrheitlich gegen CETA waren, wurde das umstrittene, von der FPÖ in der Vergangenheit bekämpfte Abkommen vom Österreichischen Nationalrat im Juni 2018 ratifiziert. Die für die Ratifizierung benötigte Unterzeichnung durch den Bundespräsidenten der Republik Österreich ist noch nicht erfolgt. Van der Bellen erklärte dazu: „Ich habe den Staatsvertrag zu CETA, wie es meiner Aufgabe als Staatsoberhaupt entspricht, ausführlich und gewissenhaft geprüft. Das Ergebnis dieser Prüfung ist mit einem Vorbehalt positiv ausgefallen. Es gibt Zweifel, ob die Schiedsgerichte mit EU-Recht konformgehen. Sollte der EuGH entscheiden, dass CETA mit dem Unionsrecht vereinbar ist, werde ich den Staatsvertrag umgehend unterzeichnen.“
Am 30. April 2019 erklärte Van der Bellen über Twitter, den Staatsvertrag zu CETA unterschreiben zu wollen, nachdem der EuGH entschieden hatte, dass CETA mit EU-Recht vereinbar sei. Am 23. Mai wurde der Europäische Rat über die Ratifizierung informiert.

#### Belgien
Mitte Oktober 2016, kurz vor der geplanten Unterzeichnung des Abkommens durch EU und Kanada am 27. Oktober 2016, teilte Belgien mit, dass das Land dem Abkommen nicht zustimmen kann. Die belgische Föderalregierung befürwortete zwar das CETA-Abkommen, doch braucht sie in solchen Fällen auch das Einverständnis der Regierungen aller belgischen Regionen und Sprachgemeinschaften. 
Die niederländischsprachigen Flamen und ihre Regierung, wie auch die deutschsprachige Gemeinschaft, befürworteten das Abkommen – die deutschsprachige Gemeinschaft „hielt aber ihre Zustimmung vor“. Hingegen lehnten es das Parlament der Französischen Gemeinschaft, das Parlament und die Regierung Walloniens sowie das Parlament und die Regierung der Hauptstadtregion Brüssel ab.
Die ab 2014 amtierende Regierung der frankofonen Wallonie von Ministerpräsident Paul Magnette (PS) verweigerte dieses bis Ende Oktober 2016. Sie machte unter anderem Sorgen um eine Senkung von Umwelt- und Sozialstandards und Mängel in der Regelung der Schiedsgerichte geltend. Das Regionalparlament der französischsprachigen Wallonie, des südlichen Landesteils, verabschiedete am 14. Oktober 2016 mit großer Mehrheit eine Motion gegen CETA. Darin ersuchte es die Regionalregierung, der Föderalregierung die Zustimmung zur Unterzeichnung des Abkommens zu verweigern und Nachverhandlungen zu fordern. Zur Begründung verwiesen die Abgeordneten unter anderem auf Gefahren für die Landwirtschaft sowie den Umwelt- und Sozialschutz. Das Parlament der Fédération Bruxelles-Wallonie, der frankofonen Sprachgemeinschaft Belgiens, hieß am 12. Oktober 2016 eine ähnliche Resolution gut. Auch das Parlament der zweisprachigen Hauptstadtregion Brüssel sprach sich – bereits am 8. Juli 2016 – gegen CETA aus, danach auch ihre Regierung.
Bei der Ablehnung des Abkommens kamen innenpolitische Gründe zutage, auch die immer noch ungelösten Konflikte in Belgien. Die Wallonie und die Hauptstadtregion Brüssel bilden den wirtschaftlich schwächeren Teil Belgiens mit überdurchschnittlich hoher Arbeitslosigkeit. Die Wallonie hat sich bis heute nicht richtig vom Niedergang der einst bedeutenden Schwerindustrie erholt. In der ab 2014 amtierenden, in der Wallonie ungeliebten, föderalen Mitte-rechts-Regierung von Ministerpräsident Charles Michel (MR) sind die Wallonen nur über die Liberalen (die frankofone Mouvement Réformateur (MR)) vertreten. Im Parlament der Region Wallonien aber sind die Liberalen in der Opposition und lehnten als Einzige die CETA-Motion vom 14. Oktober 2016 ab. Die stärkste Kraft bilden hier die frankofonen Sozialisten (die frankofone Parti Socialiste (PS)), die auf der föderalen Ebene nicht an der Regierung beteiligt sind.
Am 27. Oktober 2016 erzielten die Ministerpräsidenten der belgischen Regionen und Sprachgemeinschaften nach tagelangen Verhandlungen eine Einigung mit der Föderalregierung – sie vereinbarten unter anderem eine Erklärung des belgischen Staats, die die Sorgen der Wallonie unter anderem auch zur geplanten Investitionsgerichtsbarkeit und zu den Auswirkungen von CETA auf die Landwirtschaft beinhaltet. Auf dieser Basis stimmten auch die Parlamente zu.
Am 28. Oktober gab das Regionalparlament der belgischen Wallonie dem Handelsvertrag ihre Zustimmung, dabei votierten 58 Abgeordnete für CETA, während 5 gegen den Vertrag stimmten. Auch das Regionalparlament der Hauptstadtregion Brüssel stimmte CETA zu.
(Quellen:)

#### Frankreich
Die Nationalversammlung des Landes hat dem Abkommen am 23. Juli 2019 mit 266 gegen 213 Stimmen zugestimmt, damit ist eine erste Stufe des Gesetzgebungsverfahrens bewältigt. Wann das „Oberhaus“ des französischen Zwei-Kammern-Parlaments den Vertrag behandeln wird, ist noch offen. Kritik an CETA (frz. AECG) äußerten vor allem Vertreter der Landwirte und der Winzer. Das Abkommen wird, wenn es vollständig EU-weit beschlossen sein wird, für 98 % der zwischen Kanada und der EU ausgetauschten Waren Handelserleichterungen, insbesondere Zollsenkungen, bringen.

#### Niederlande
Am 18. Februar 2020 stimmte das Unterhaus des niederländischen Parlaments der Ratifizierung zu. Die notwendige Mehrheit im Oberhaus gab es zu der Zeit nicht. Zwei Jahre später, am 12. Juli 2022, stimmte das Oberhaus dem Ratifizierungsgesetz allerdings zu.

#### Bulgarien, Rumänien, Tschechien
Quellen, Referenzen:
Bulgarien und Rumänien meldeten ihren Vorbehalt zu CETA an – sie fordern von Kanada die Liberalisierung der Visabestimmungen für ihre Bürger. Kanada sicherte ihnen diese zwar zu, doch unter Vorbehalt einer Zustimmung der EU zu CETA.
Die Regierung in Tschechien befürwortet das Abkommen. 2012 hatte Tschechien – gemeinsam mit Bulgarien und Rumänien – mit einer Blockade gedroht, falls Kanada nicht die Visumfreiheit für ihre Bürger einführt, die sie Tschechien 2009 entnommen hat. Was aber Kanada umgehend, Ende 2013, tat – für Tschechien.
Zu Beginn der CETA-Verhandlungen waren Bulgarien, Rumänien und Tschechien die einzigen EU-Mitgliedsländer, die vom Zugang zu Kanadas Besuchervisa (Temporary Resident Visas / Visas de résidence temporaire) ausgeschlossen waren.

### Kanada
CETA wird in Kanada vom Kabinett Trudeau befürwortet, ebenso vom von 2006 bis 2015 regierenden Kabinett Harper, in dessen Regierungszeit das Abkommen maßgeblich ausgehandelt wurde.
Das Abkommen wird von der Regierung unterzeichnet und durch das Parlament ratifiziert. Eine Beteiligung der Provinzen und Territorien daran ist nicht vonnöten; jedoch müssen diese ihre eigenen Gesetze zur Umsetzung der Vertragsbestimmungen anpassen. Aufgrund der frühzeitigen Verhandlungsbeteiligung dieser ist hierbei jedoch Widerstand, vergleichbar mit den Einsprüchen einzelner EU-Staaten, nicht zu erwarten.

## Zivilgesellschaft

### Vorschläge der NGOs

#### Europa
Neben Kritik und Protesten von Teilen der Zivilgesellschaft schlagen ein paar der NGOs auch vor, wie CETA und weitere Handels- und internationale Abkommen zu gestalten wären – inhaltlich auf das Wesentliche konzentriert, flexibler und demokratischer gestaltet, mit frühzeitigem Einbezug der Beteiligten und mehr an Transparenz.
Foodwatch schlägt vor:

„Handelsabkommen nur für den Abbau von Zöllen abzuschließen (am besten auf globaler Ebene), den Rest aber auf Branchenvereinbarungen und flexiblere Verordnungen auszulagern.“

Mehr Demokratie stellt in ihrem Papier Forderungen zur Demokratisierung von EU‐Handelsverträgen (April 2016)
fest, dass „Vorschläge, wie die Handelspolitik in Zukunft anders ablaufen soll, sehr selten“ sind und bringt ihre „Forderungen in die Diskussion (…) wie Handelsverträge der EU demokratisiert werden können“ ein, die der Autor in zwei Bereiche aufteilt – ohne und mit Änderung der EU‐Verträge:
A. Verbesserungen ohne Änderung der EU‐Verträge
1. Verhandlungstexte aller Seiten sind zu veröffentlichen
2. Mandat ist zwingend zu veröffentlichen
3. Umfassende Information des Europäischen Parlamentes
4. Gleichgewichtige Beteiligung von Interessenvertretern
5. Keine unkündbaren Verträge und keine Verträge mit sehr langen Laufzeiten
6. Keine vorläufige Anwendung

B. Verbesserungen, die Änderungen der EU‐Verträge notwendig machen
1. [EU‐]Parlament beschließt (zusammen mit dem [EU-]Rat) über das [Verhandlungs-]Mandat
2. [EU‐]Parlament kann Nachverhandlungen durchsetzen
3. Direktdemokratische Kontrolle von Handelsverträgen wird ermöglicht

Im weitern Papier von Mehr Demokratie fragen die Autoren: „Warum ist CETA ein Demokratieproblem?“ (Juli 2016)
und führen „sieben Gründe“ auf, „warum die Parlamente CETA ablehnen müssen“ – „undemokratisches Mandat; Intransparenz; undemokratische Ratifizierung; schwache Rolle der Parlamente; Schiedsgerichte als Paralleljustiz; demokratisch nicht legitimierte Gremien; kaum möglicher Ausstieg, verhinderte demokratische Korrekturen“. Und sie fordern, dass bei Verhandlungen, Abschlüssen und Anpassungen internationaler Verträge die „demokratische[n] Handlungsspielräume [zu] erhalten und aus[zu]bauen“ sind:

„Wenn künftig internationale Verträge geplant sind, müssen (…) das EU-Parlament und die nationalen Parlamente frühzeitig in die Entscheidungsprozesse eingebunden sein und umfassend über die Voraussetzungen und den Verlauf der Verhandlungen informiert werden.“

### Kritik, Proteste

#### Europa

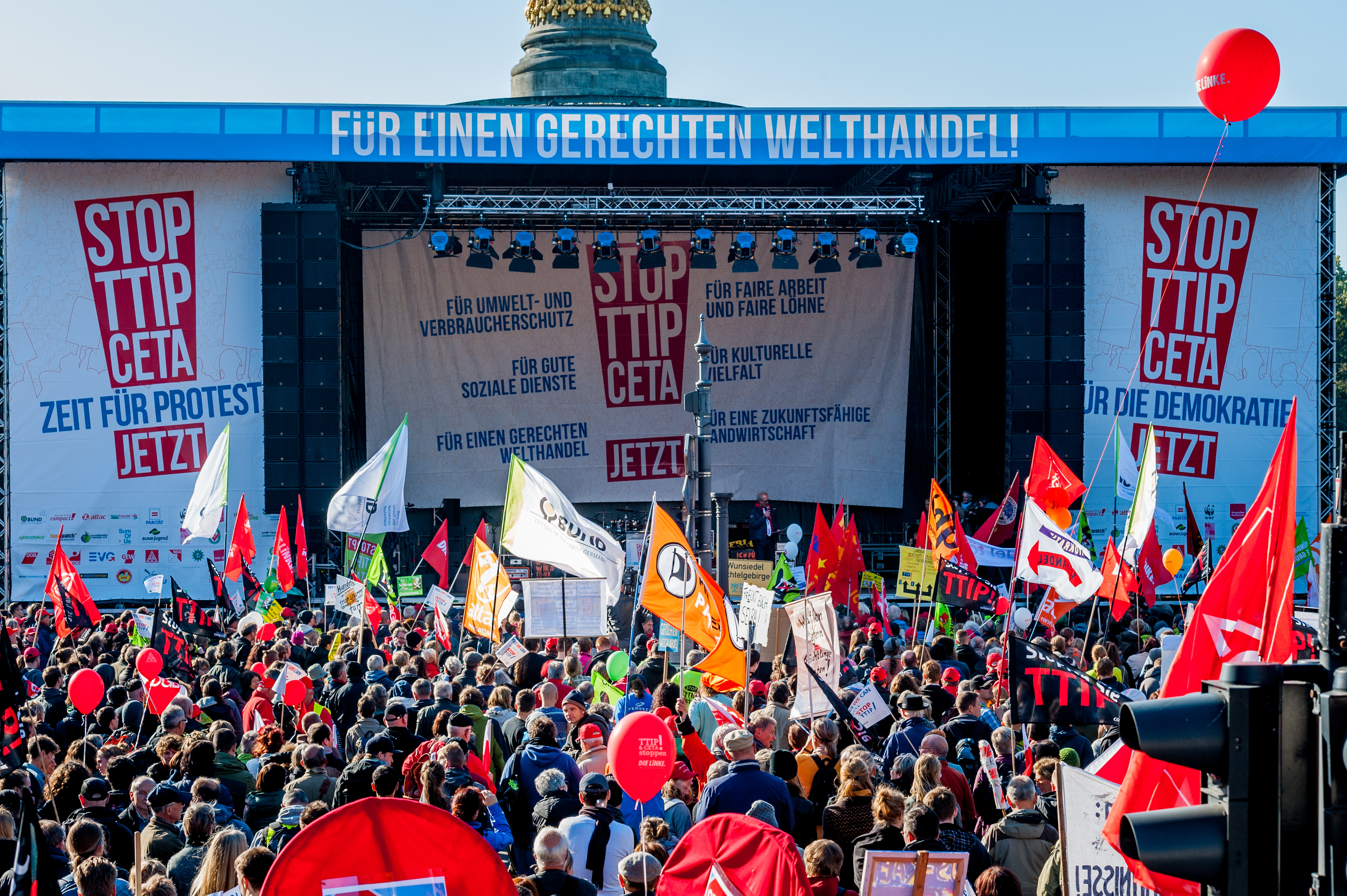
Am 10. Oktober 2015 protestierten bis zu 250.000 Menschen (Polizei: 150.000) in Berlin gegen TTIP und CETA

CETA wird von einer Reihe von Nichtregierungsorganisationen abgelehnt.
In Deutschland zählen dazu
attac,
der BUND,
Campact,
und Mehr Demokratie.
Der Versuch einer Koalition von insgesamt über 300 europäischen NGOs, eine Europäische Bürgerinitiative gegen CETA zu initiieren, wurde 2014 von der Europäischen Kommission mit der Begründung abgelehnt, die Verhandlungen zu Freihandelsabkommen seien kein Rechtsakt, der mit einer Bürgerinitiative angegriffen werden kann.
Dagegen erhob die Initiative Klage beim Europäischen Gerichtshof. Der Europäische Gerichtshof urteilte, dass es nicht rechtens von der EU-Kommission war, die Bürgerinitiative nicht zuzulassen. Diese sei keine „unzulässige Einmischung“, sondern löse eine „legitime politische Debatte“ aus. Das Bündnis der NGO startete eine Unterschriftenkampagne. Bis zum 6. Oktober 2015 wurden unter dem Slogan Stopp-TTIP europaweit über 3,28 Mio. Unterschriften gesammelt. Bei einer Demonstration am 10. Oktober 2015 in Berlin sprachen sich nach Angaben der Veranstalter 250.000 Menschen gegen CETA und TTIP aus.
Von Marianne Grimmenstein wurde mit Unterstützung des Rechtswissenschaftlers Andreas Fisahn in Deutschland eine Verfassungsbeschwerde gegen CETA ausgearbeitet und auf change.org beworben, der sich bis zum Einsendeschluss am 14. August 2016 über 100.000 Menschen angeschlossen hatten.
Am 17. September 2016 protestierten in Deutschland nach Angaben der Veranstalter bis zu 320.000 Menschen – laut Behörden und Polizei 198.000 – gleichzeitig in sieben Großstädten gegen CETA und TTIP und übertrafen damit deutlich die von den Organisatoren und der Polizei erwarteten 100.000 Teilnehmer. Laut den Veranstaltern nahmen teil: Berlin (70.000, durch Polizei bestätigt), Hamburg (65.000), Köln (55.000), Frankfurt am Main (50.000), Stuttgart (40.000), München (25.000) und Leipzig (15.000). In Köln musste z. B. die Strecke für den Demonstrationszug von der Polizei zweimal verlängert werden, da diese nur mit 30.000 Teilnehmern gerechnet hatte. Auch in Österreich zählten die Veranstalter etwa 25.000 Teilnehmer am Aktionstag, vorwiegend in Wien, aber auch in anderen Landeshauptstädten.

#### Kanada
Auf kanadischer Seite haben sich mehrere zivilgesellschaftliche Organisationen im Trade Justice Network zusammengefunden und das Abkommen in einer gemeinsamen Erklärung kritisiert. Sie werfen der kanadischen Regierung vor, die Öffentlichkeit gezielt über Inhalt und Folgen des Abkommens zu täuschen.
Kanadische Organisationen kritisieren die Gleichbehandlung europäischer Unternehmen bei öffentlichen Ausschreibungen, weil sie die Möglichkeit der Förderung lokaler Firmen untergrabe. Durch „Ratchet“-Klauseln würden aktuelle und zukünftige Privatisierungen festgeschrieben, die abschließende Ausnahmeliste könnte Regierungen von der Einführung neuer öffentlicher Dienstleistungen abhalten.
Auch das Investitionsschutzkapitel ist umstritten: Es sei nicht sichergestellt, dass neue Regulierungsmaßnahmen für den Finanzmarkt nicht vor Schiedsgerichten angefochten werden können. Die entsprechende Ausnahmeklausel sei deutlich schwächer ausgestaltet als unter NAFTA. Auch bestehende und zukünftige Umweltschutzgesetze seien durch die Möglichkeit von Investor-Staat-Klagen bedroht (siehe Abschnitt Investitionsschutz).
In Kanada ist auch die Änderung des Arzneimittelrechts umstritten, da durch die Verlängerung des Patentschutzes für Medikamente höhere Kosten für das staatliche Gesundheitssystem befürchtet werden. Schätzungen gehen von mindestens 850 Millionen kanadischen Dollar an Mehrkosten pro Jahr für das kanadische Gesundheitssystem aus.
Wirtschaftlich würde CETA das bestehende Außenhandelsdefizit Kanadas mit der EU vergrößern und die Abhängigkeit Kanadas vom Rohstoffexport erhöhen.
Gegen die Unterzeichnung, Ratifikation und Umsetzung von CETA durch die kanadische Regierung wurde vor dem kanadischen Bundesgericht Klage eingereicht.

### Kritik nach Themen

#### Investitionsschiedsverfahren
Kritisiert werden insbesondere die Bestimmungen für das Investor-State Dispute Settlement (ISDS). Laut Kritikern könnten damit Konzerne z. B. wegen missliebiger Klauseln im Patent- oder Urheberrecht Nationalstaaten verklagen und gegen umfangreichere Nutzungsfreiheiten vorgehen. Die Kritiker sehen darin die Etablierung einer von den Konzernen abhängigen „Paralleljustiz“. Nach einem von der Hans-Böckler-Stiftung in Auftrag gegebenen Gutachten des früheren Richters am Bundesverfassungsgericht Siegfried Broß sind solche Investitionsschiedsgerichte verfassungswidrig.
In einer gemeinsamen Erklärung kritisierten mehrere zivilgesellschaftliche Organisationen aus Kanada und Europa den Investitionsschutz-Teil von CETA als Untergrabung der Demokratie.
Als Minimalforderung wird dabei oft genannt, dass
- die Schiedsgerichte öffentlich tagen müssten,
- nur in sehr eng begrenzten Fällen angerufen werden können und
- die verklagten Staaten in Berufung gehen können sollten.

Die erste Forderung entspricht auch den im April 2014 veröffentlichten optionalen Regeln der UNCITRAL zur Transparenz in Investitionsschiedsverfahren, die ebenfalls bezüglich solcher Schiedsgerichtsverfahren Transparenz von Dokumenten und bei Anhörungen vorsehen. Diese Regeln sind nach dem aktuell veröffentlichten Stand des Abkommens in allen auf ihm basierenden Schiedsverfahren anwendbar.
Im Februar 2015 fällten sozialdemokratische Handels- und Wirtschaftsminister der EU einen Beschluss mit Forderungen zur Verbesserung des Investitionsschutzregimes in CETA. Gefordert wurde unter anderem, dass Staaten weiter in der Lage sein müssen, ihre Staatsschulden zu restrukturieren, Banken abzuwickeln und Menschenrechte, Kultur und Umwelt zu schützen. Befürwortet wurde außerdem die Einrichtung eines Berufungsmechanismus und eines ständigen Sekretariats, was zur Bildung eines Investitionsgerichtshofes führen könnte. Der Vorschlag wurde von Andreas Fischer-Lescano als Stärkung der „Institutionen der Freihandelsideologie“ abgelehnt. Investitionsstreitigkeiten seien besser vor Menschenrechtsgerichtshöfen aufgehoben, wo ein ausgewogenerer Schutz des Eigentums zu erwarten sei. Bundeskanzlerin Angela Merkel sieht hingegen für Änderungen an CETA kaum noch Spielraum.
Nachdem nach Protesten in Europa der Punkt der Schiedsverfahren im TTIP nachverhandelt und vermutlich abgeschwächt wird, im aber schon fertig verhandelten CETA noch die alte Version stand, befürchteten insbesondere kanadische Aktivisten, dass Kanada zur „Hintertür“ für Schiedsverfahren würde, indem US-amerikanische oder europäische Firmen diese statt über TTIP mit Tochterfirmen in Kanada über CETA respektive das kanadisch-amerikanisch-mexikanische NAFTA durchsetzten.
Im September 2015 wurde gemeldet, dass Handelskommissarin Cecilia Malmström nach Abschluss der juristischen Prüfung den Ratifizierungsprozess durchführen möchte und erst nach Inkrafttreten von CETA über Änderungen verhandeln will. Ende Februar 2016 verkündete die EU-Kommission hingegen, sich mit Kanada geeinigt zu haben, in CETA anstelle von Schiedsgerichten ein institutionalisiertes internationales Streitbeilegungsgremium mit Möglichkeit der Berufung vorzusehen.
In der CETA-Endfassung vom 29. Februar 2016 ist in Art. 8.9 Investment and regulatory folgende Formulierung zu finden:

„It is also explicitly foreseen that Governments can change their laws, including in a way that affects
investors’ expectations of profit and that the application of EU’s state aid law does not constitute a breach of investment protection standards.“

Eine entschädigungspflichtige „indirekte Enteignung“ liege dann vor, wenn

„(…) [the investor] is substantially deprived of the fundamental attributes of property such as the right to use, enjoy and dispose of its investment (…) The sole fact that a measure increases costs for investors cannot give rise in itself to a finding of expropriation“

Im April 2019 entschied der Europäische Gerichtshof in einem 2017 von Belgien beantragten Gutachten, der vorgesehene Mechanismus zur Beilegung von Streitigkeiten zwischen Investoren und Staaten sei mit dem Unionsrecht vereinbar.

#### Lock-in-Klauseln
Campact kritisierte sogenannte Lock-in- oder Ratchet-Klauseln, mit der sich EU und Kanada gegenseitig verpflichten, bisher durchgeführte Deregulierungen und Privatisierungen nie mehr rückgängig zu machen. Die EU-Kommission verweist darauf, dass die Ratchet-Klausel in „kritischen oder sensiblen“ Sektoren wie Abfallentsorgung und öffentlichem Verkehrswesen nicht anwendbar ist.

#### Netzpolitische Aspekte
Netzpolitik.org nennt folgende netzpolitischen Kritikpunkte mit dem Fazit, dass die 519 Seiten Vertragstext weiterhin zu analysieren bleiben:
- Urheberrecht (Verpflichtung DRM-Umgehungsverbot etc.)
- Haftungsprivilegierung von Intermediären
- „May“-Klausel, um das Abfilmen von Kinofilmen zu kriminalisieren
- Durchsetzung von Immaterialgüterrechten
- Auskunftspflichten bei der Durchsetzung von Immaterialgüterrechten inklusive Bankdaten
- eventuelle Quick-Freeze-Verpflichtung im IPR-Kapitel, Artikel 16

#### Verstoß gegen das Völkerrecht
Nach Meinung des US-amerikanischen Völkerrechtlers Alfred de Zayas verstoßen die Freihandelsabkommen wie TPP, TTIP, TiSA und so auch CETA gegen das Völkerrecht. Es seien keine Freihandelsverträge, sondern „politische Verträge, die unser demokratisches System abschaffen sollen“.

#### Natur- und Umweltschutz
In einem vom WWF Deutschland beauftragten Gutachten stellte der Volkswirt und Politologe Christoph Scherrer 2014 zahlreiche Gefahren von CETA für den Natur- und Umweltschutz fest. Ein Risiko stellten insbesondere die vorgesehenen Streitschlichtungsverfahren zwischen dem Staat und privaten Investoren dar. Nachhaltigkeit, Umwelt- und Arbeitsschutz seien „institutionell schwach ausgestaltet und ohne effektive Sanktions- oder Durchsetzungsmechanismen.“

### EU-Kommission und Kanadische Regierung
“Assessing the costs and benefits of a closer EU-Canada economic partnership – A Joint Study by the European Commission and the Government of Canada (…) in response to a request formulated by Leaders at the 2007 EU-Canada Summit”

„Einschätzung der Kosten und Vorteile engerer wirtschaftlicher Partnerschaft EU-Kanada – Gemeinsame Studie der Europäischen Kommission und der Regierung Kanadas (…) auf Antrag der Staats- und Regierungschefs auf dem Gipfeltreffen EU-Kanada [in Berlin, 4. Juni] 2007“

Text des CETA-Abkommens

“Comprehensive Economic and Trade Agreement (CETA) between Canada, of the one part, and the European Union [and its member states, The Kingdom of Belgium, The Republic of Bulgaria, The Czech Republic, The Kingdom of Denmark, The Federal Republic of Germany, The Republic of Estonia, Ireland, The Hellenic Republic, The Kingdom of Spain, The French Republic, The Republic of Croatia, The Italian Republic, The Republic of Cyprus, The Republic of Latvia, The Republic of Lithuania, The Grand Duchy of Luxembourg, Hungary, The Republic of Malta, The Kingdom of the Netherlands, The Republic of Austria, The Republic of Poland, The Portuguese Republic, Romania, The Republic of Slovenia, The Slovak Republic, The Republic of Finland, The Kingdom of Sweden, The United Kingdom of Great Britain and Northern Ireland]. of the other part.”

### EU-Kommission
Generaldirektion Handel – ausführliche Erläuterungen zu CETA, die jedoch ohne Veröffentlichungsdatum zur Verfügung gestellt wurden. Dabei handelt es sich um folgenden Erläuterungen:
- Im Blickpunk: Umfassendes Wirtschafts- und Handelsabkommen EU-Kanada (CETA). Generaldirektion Handel, auf Web der EU-Kommission, ec.europa.eu Archiviert vom Original am 13. März 2018. Abgerufen am 13. März 2018.
- CETA in 60 Sekunden. Archiviert vom Original am 13. März 2018. Abgerufen am 13. März 2018.
- CETA erklärt – Neue Chancen für Ihr Unternehmen. Archiviert vom Original am 13. März 2018. Abgerufen am 13. März 2018.
- CETA im Wortlaut – Kapitel für Kapitel. Das Abkommen im Wortlaut mit klarer und verständlicher Zusammenfassung der einzelnen Kapitel. Archiviert vom Original am 13. März 2018. Abgerufen am 13. März 2018.
- Investment provisions in the EU-Canada free trade agreement (CETA) (Nicht in Deutsch). Eine Auflistung der Einzelheiten des neuen Investitionsgerichtssystems (ICS) und dessen Regelungen zum Investitionsschutz. Archiviert vom Original (PDF; 265 kB) am 13. März 2018. Abgerufen am 13. März 2018.
- Rat der Europäischen Union (27. Oktober 2016): Gemeinsames Auslegungsinstrument zum Umfassenden Wirtschafts- und Handelsabkommen (CETA) zwischen Kanada und der Europäischen Union und ihren Mitgliedstaaten. (PDF) Archiviert vom Original (PDF) am 13. März 2018. Abgerufen am 13. März 2018.

Infos / Memos / Pressemitteilungen
- Deutsche Übersetzung des CETA-Abkommens online abrufbar. Europäische Kommission, Vertretung in Deutschland, 13. Juli 2016, auf Web der EU-Kommission, ec.europa.eu
- Europäische Kommission – Factsheet: CETA – ein EU-Freihandelsabkommen für das 21. Jahrhundert – Die EU hat soeben ein neues Freihandelsabkommen mit Kanada geschlossen, nämlich das „umfassende Wirtschafts- und Handelsabkommen“ („Comprehensive Economic and Trade Agreement“), kurz „CETA“. Pressemitteilung, Europäische Kommission, Straßburg, 5. Juli 2016
- Fakten und Zahlen zum Freihandelsabkommen zwischen der EU und Kanada. Memo / Pressemitteilung, Europäische Kommission, Brüssel, 18. Oktober 2013, auf Web der EU-Kommission, trade.ec.europa.eu (mit weiterführenden Dokumenten) / (en) Facts and figures of the EU-Canada Free Trade deal. Memo / Press release, European Commission, Brussels, 18 October 2013 / (fr) L’accord de libre-échange UE-Canada: faits et chiffres. Mémo, Commission européenne, Bruxelles, le 18 octobre 2013

### Bundesrepublik Deutschland
- Bundesministerium für Wirtschaft und Energie (ohne Datum): Häufig gestellte Fragen zum EU-Kanada-Wirtschafts- und Handelsabkommen (CETA). Archiviert vom Original am 11. März 2018. Abgerufen am 11. März 2018
- Anja Krüger: Ceta vor Gericht. Vor dem Bundesverfassungsgericht hat das Verfahren... begonnen. jungle world, 43, 22. Oktober 2020, S. 8

### Weitere
Info (neutral)
- Günter Knorr: Zusammenfassung der endverhandelten Ergebnisse Für das Wirtschafts- und Handelsabkommen (CETA) zwischen Kanada und der europäischen Union. Das Kanadische Recht, Knorr Rechtsanwälte AG, 14. Januar 2016, auf kanadischesrecht.de (fasst übersetzt die wichtigsten Ergebnisse des umfassendem Wirtschafts- und Handelsabkommen zwischen Kanada und der EU vom 18. Oktober 2013 zusammen) Archiviert vom Original am 12. März 2018. Abgerufen am 12. März 2018.

Kritiker, Gegner
- Mehr Demokratie: Kampagnenblog zu TTIP & CETA ((…) Die geplanten Handelsabkommen TTIP und CETA bedrohen rechtsstaatliche Prinzipien und demokratische Mitbestimmung (…)) des Vereins Mehr Demokratie, auf mehr-demokratie.de (laufend aktualisiert)
- Stop TTIP: Kurzinfo (Gründe gegen TTIP und CETA) des Bündnisses Stop TTIP (de, en, fr, it, es, pl, nl, pt / Stand Ende Oktober 2016), auf stop-ttip.org
- Olaf Zimmermann, Theo Geißler (Hrsg.): TTIP, CETA & Co. Die Auswirkungen der Freihandelsabkommen auf Kultur und Medien. (PDF; 2,6 MB) aus: Politik & Kultur Band 13, Deutscher Kulturrat e. V., Berlin, Mai 2015, PDF 280 Seiten, ISBN 978-3-934868-34-2
- Ridvan Ciftci, Folke große Deters, Dietmar Köster: Den roten Linien auf der Spur. Die Anforderungen des SPD-Parteikonvents von 2014 an Freihandelsabkommen und ihre Erfüllung in CETA. (PDF; 1,4 MB) SPD – Arbeitsgemeinschaft Sozialdemokratischer Juristinnen und Juristen NRW (ASJ NRW), Düsseldorf (SPD-Parteikonvent 20. September 2014)
- CETA: Das Freihandelsabkommen zwischen EU und Kanada. (PDF) Steckbrief DNR Deutscher Naturschutzring EU-Koordination, Berlin 8. Juli 2014
- Stuart Trew: The CETA Deception. How the Harper government’s public relations campaign misrepresents the Canada-European Union Comprehensive Economic and Trade Agreement. (canadians.org PDF) The Council of Canadians, 17. Juli 2012 (englisch).

### Artikel, Medien
- René Höltschi: Ceta ist unterzeichnet: Ende gut, noch nicht alles gut – Die Europäische Union und Kanada haben das Freihandelsabkommen Ceta unterzeichnet. Damit ist ein wichtiges Ziel erreicht. Aber noch stehen weitere Hürden an. NZZ, 30. Oktober 2016
- Freihandelsabkommen EU – Kanada: Ceta ist unterzeichnet – Das europäisch-kanadische Freihandelsabkommen Ceta ist unterzeichnet. Spitzenvertreter beider Seiten unterschrieben die Dokumente am Sonntag in Brüssel. NZZ/dpa, 30. Oktober 2016
- (en) EU almost ready to sign Ceta. EUobserver, 27. Oktober 2016
- Eva Joly, Fabio De Masi und Emmanuel Maurel: Ceta: Ein schlechter Deal für Europa – Drei EU-Parlamentarier klagen an: Ceta schwächt das demokratische Europa. Nicht nur, weil es Umwelt, Verbrauchern und Arbeitnehmern schadet. Der Ruf der EU ist in Gefahr. Die Zeit, 14. Oktober 2016
- René Höltschi: Zusatzerklärung zum Freihandelsabkommen EU-Kanada: Beipackzettel überzeugt Ceta-Gegner nicht – Die EU und Kanada haben eine Zusatzerklärung zum geplanten Freihandelsabkommen Ceta ausgehandelt. Sie soll den Skeptikern eine Brücke bauen – stösst aber bei eingefleischten Gegnern nur auf Hohn. NZZ, 6. Oktober 2016
- Petra Pinzler: Handelsabkommen: Gewerkschaften bestehen auf Nachbesserungen an Ceta – Das europäisch-kanadische Handelsabkommen ist nicht so sicher, wie Sigmar Gabriel sagt. Es hängt am Kleingedruckten und an Cecilia Malmström, wie Dokumente zeigen. Die Zeit, 27. September 2016
- Bettina Weiz: CETA-Freihandelsabkommen: Gefahr für die Wasserversorgung? (Memento vom 31. Oktober 2016 im Internet Archive) – CETA soll den Freihandel fördern. Aber der Vertrag könnte auch unwiderrufliche Auswirkungen auf die Wasserversorgung haben, fürchten Kritiker. Das liegt auch daran, dass der Vertragstext extrem unübersichtlich und in vielen Begriffen vage ist, BR 2, 23. September 2016
- Peter Gauweiler: Handelsabkommen: Ceta ist eine Gefahr für die Demokratie – Das geplante Wirtschafts- und Handelsabkommen zwischen der EU und Kanada schafft eine Paralleljustiz und beherrscht alles – ohne demokratische Kontrolle. SZ, 15. September 2016
- René Höltschi: Einbezug der nationalen Parlamente bei Ceta: Kehrtwende im EU-Handelsstreit – Brüssel bietet nun doch Hand dazu, das Freihandelsabkommen EU-Kanada auch durch die nationalen Parlamente genehmigen zu lassen. Im Gegenzug sollen sich die Hauptstädte für das Abkommen einsetzen. NZZ, 5. Juli 2016
- Herta Däubler-Gmelin: Freihandelsabkommen: Brüsseler Freihandelspläne sind eine Ohrfeige für die Bürger – Die EU-Kommission will ohne die nationalen Parlamente über Freihandelsabkommen wie Ceta und TTIP entscheiden. Das ist nicht nur zynisch, sondern auch schädlich. SZ, 30. Juni 2016
- René Höltschi: EU-Handelsabkommen Ceta: Kanada-Abkommen entzweit die EU – Wer soll das Freihandelsabkommen der EU mit Kanada ratifizieren? Hinter dieser juristischen Frage lauern weitreichende politische Konsequenzen. Am EU-Gipfel hat sie Streit provoziert. NZZ, 29. Juni 2016
- Andre Meister: Informationsfreiheits-Ablehnung des Tages: Freihandelsabkommen CETA „noch nicht fertig“, Tagesschau leakt’s. Netzpolitik, 14. August 2014
- Andrea Rexer, Jannis Brühl: Freihandelsabkommen Ceta geleakt: 521 Seiten Stoff für Zoff – Das Ceta-Abkommen zwischen EU und Kanada ist jetzt öffentlich. Das Kapitel zu den Schiedsgerichten sollte die Kritiker besänftigen – und stößt gleich auf Widerstand. Was in dem umstrittenen Vertrag steht. SZ, 14. August 2014
- Tamara Anthony: Freihandelsabkommen mit Kanada: Auf dem Weg in die Paralleljustiz – Im Schatten des Freihandelsabkommens TTIP zwischen der EU und den USA steht eine ähnliche Vereinbarung mit Kanada vor dem Abschluss – CETA. Der Vertragstext zeigt: Auch dieses Abkommen könnte Regierungen den Klagen privater Investoren aussetzen. tagesschau.de, 14. August 2014

Medien – Thema CETA
- EUobserver: Search results „ceta“. (englisch)
- Euractiv: Suchergebnisse für „ceta“.
- FAZ: Alle Nachrichten und Informationen der F.A.Z. zum Thema Ceta.
- Spiegel Online: Freihandelsabkommen Ceta – Alle Artikel und Hintergründe.
- taz: CETA – taz.de
- Zeit Online: CETA – News und Infos.